# Longa Marcha 3

Foguete Longa Marcha 3

Longa Marcha 3 (Chang Zheng 3 em pinyin, abreviado para CZ-3) foi um modelo retirado da família de foguetes Longa Marcha. Foi lançado a partir do complexo de lançamento 1 no Centro Espacial de Xichang. Era um foguete de 3 estágios, e era usado principalmente para colocar satélites de comunicações da série DFH-2 em órbita de transferência geoestacionária. Foi complementado e depois substituído pelo foguete mais poderoso, o Longa Marcha 3A, que tem um terceiro estágio mais avançado.

## Características
O Longa Marcha 3 foi um lançador orbital chinês de três estágios projetado para colocar satélites de até 4800 kg em órbita terrestre baixa e de até 1400 kg em órbita de transferência geoestacionária. Os primeiros e segundos estágios foram baseados no foguete Longa Marcha 2C, que era alimentado por tetróxido de nitrogênio e UDMH, e a maior parte de sua tecnologia. O terceiro estágio usava um motor criogênico alimentado por oxigênio líquido e hidrogênio líquido que representou um grande avanço técnico para a China em termos de motores foguete.

## Histórico de lançamentos
| Voo | Data                   | Plataforma de lançamento                    | Carga     | Resultado     | Notas |
| --- | ---------------------- | ------------------------------------------- | --------- | ------------- | --- |
| 1   | 29 de janeiro de 1984  | Centro Espacial de Xichang, plataforma LC-3 | DFH-2 1   | Êxito parcial | Primeiro voo. O terceiro estágio criogênico não entrou em ignição, deixando o satélite experimental em órbita baixa, mas chegou a cumprir suas metas. |
| 2   | 8 de abril de 1984     | Centro Espacial de Xichang, plataforma LC-3 | DFH-2 2   | Êxito         | |
| 3   | 1 de fevereiro de 1986 | Centro Espacial de Xichang, plataforma LC-3 | DFH-2A 1  | Êxito         | |
| 4   | 7 de março de 1988     | Centro Espacial de Xichang, plataforma LC-3 | DFH-2A 2  | Êxito         | |
| 5   | 22 de dezembro de 1988 | Centro Espacial de Xichang, plataforma LC-3 | DFH-2A 3  | Êxito         | |
| 6   | 4 de fevereiro de 1990 | Centro Espacial de Xichang, plataforma LC-3 | DFH-2A 4  | Êxito         | |
| 7   | 7 de abril de 1990     | Centro Espacial de Xichang, plataforma LC-3 | AsiaSat 1 | Êxito         | |
| 8   | 28 de dezembro de 1991 | Centro Espacial de Xichang, plataforma LC-3 | DFH-2A 5  | Êxito parcial | O terceiro estágio criogênico não entrou em ignição, deixando o satélite de comunicação em uma órbita baixa e não utilizável.                         |
| 9   | 21 de julho de 1994    | Centro Espacial de Xichang, plataforma LC-3 | APStar 1  | Êxito         | |
| 10  | 3 de julho de 1996     | Centro Espacial de Xichang, plataforma LC-3 | APStar 1A | Êxito         | |
| 11  | 18 de agosto de 1996   | Centro Espacial de Xichang, plataforma LC-3 | ZX-7      | Êxito parcial | O foguete não conseguiu entregar o satélite na órbita de transferência correta.                                                                       |
| 12  | 10 de junho de 1997    | Centro Espacial de Xichang, plataforma LC-3 | FY-2A     | Êxito         | |
| 13  | 25 de junho de 2000    | Centro Espacial de Xichang, plataforma LC-3 | FY-2B     | Êxito         | |